# Britové
Britové jsou občané Spojeného království, jeho zámořských území a korunních závislých území.
Království Velké Británie vzniklo v roce 1707 spojením Anglie, Walesu a Skotska, čímž byly položeny základy pro vytvoření společné britské identity. V roce 1801 bylo ke království připojeno i Irsko, čímž vzniklo Spojené království Velké Británie a Irska. V roce 1922 se pak větší část oddělila v Irskou republiku, zatímco Severní Irsko zůstalo Spojenému království, čímž vzniklo dnešní Spojené království Velké Británie a Severního Irska. Britská identita v Severním Irsku je kontroverzní kvůli etnicko-sektářským třenicím – protestanti (unionisté) se za Brity považují, katolíci většinou ne.
Od 2. poloviny 20. století Spojené království postihuje vysoká míra imigrace, což vyústilo ve vytvoření multietnické společnosti, kdy za Brity již nejsou považována jen původní etnika – Angličané, Velšané, Skotové a Irové, ale i množství jiných etnických skupin.
Často bývá místo označení Britové chybně používáno označení Angličané, stejně jako Velká Británie nebo Spojené království bývá chybně označováno jako Anglie. Jedná se zde o podobnou chybu jako při používání názvu Holandsko namísto Nizozemsko a Holanďané namísto Nizozemci, stejně jako při zaměňování názvů Čechy a Česko/Česká republika (viz Čechy versus Česko).

### Související odkazy
- 100 největších Britů